# Портрет на Карлос IV, крал на Испания
„Портрет на Карлос IV, крал на Испания“ (на италиански: „Ritratto di Carlo IV, re di Spagna“) е картина на испанския художник Франсиско Гоя от края на 18 век. Картината (202 х 124 см)е изложена в Зала 33 на Национален музей „Каподимонте“, Неапол. Използваната техника е маслени бои върху платно.

## История
Картината е рисувана в края на 18 век от придворния художник Франсиско Гоя и изобразява Карлос IV, крал на Испания в периода 1788 – 1808 г. Редом до неговия портрет в Кралския апартамент в Музей „Каподимонте“ е изложен и портретът на съпругата му Мария-Луиза Бурбон-Пармска, кралица на Испания в периода 1788 – 1808 г. И двата портрета пристигат в Неапол по волята на кралската дъщеря Мария-Исабела Бурбон-Испанска.

## Описание
Както в картината Портрет на Мария-Луиза Бурбон-Пармска, така и тук няма голяма разлика в несполучливия опит на художника да придаде на изображението благороден и физически красив вид. Кралят е изобразен с безразлични очи и фалшива усмивка, символ на упадъка на династията. Дебелото и апатично тяло на краля, подпрял се на ловната си пушка, е облечено в ловни дрехи, украсени с лентата на Ордена на Карлос III и Ордена Сан Дженаро. В краката му виждаме изобразено вярното му куче, докато на фона има само сенчести дървета и хълмист пейзаж.
В музея Прадо в Мадрид са изложени множество портрети на кралското семейство, дело на Франсиско Гоя.